# Dolinka (wieś na Słowacji)
Dolinka (węg. Inám) – wieś (obec) na Słowacji położona w kraju bańskobystrzyckim, w powiecie Veľký Krtíš. Pierwsze wzmianki o miejscowości pochodzą z 1260 roku.
Według danych z dnia 31 grudnia 2012 roku, wieś zamieszkiwało 478 osób, w tym 253 kobiety i 225 mężczyzn.
W 2001 roku pod względem narodowości i przynależności etnicznej 2,73% mieszkańców stanowili Słowacy, a 96,69% Węgrzy.
Ze względu na wyznawaną religię struktura mieszkańców kształtowała się w 2001 roku następująco:
- Katolicy rzymscy – 99,22%
- Ewangelicy – 0,39%
- Nie podano – 0,39%